# Chittanahalli, Pandavapura
Chittanahalli là một làng thuộc tehsil Pandavapura, huyện Mandya, bang Karnataka, Ấn Độ.